# Ronde van Valencia 2024 (mannen)
De 75e editie van de wielerwedstrijd Ronde van Valencia (Volta a la Comunitat Valenciana) werd verreden van 31 januari tot 4 februari 2024 met start in Orihuela en finish in Valencia. De ronde maakte deel uit van de UCI ProSeries 2024-kalender. De vorige editie in 2023 werd gewonnen door de Portugees Rui Costa. Op de slotdag werd ook de Ronde van Valencia voor vrouwen georganiseerd. Die wedstrijd werd gewonnen door Cédrine Kerbaol.

## Deelname
Er namen negen UCI World Tour-ploegen, negen UCI ProTeams en twee UCI Continental teams deel. 
| WorldTour | ProTeam | Continentaal team                                   |
| --- | --- | --------------------------------------------------- |
| Bahrain-Victorious Bora-hansgrohe Intermarché-Wanty Lidl-Trek Movistar Team Team Jayco AlUla UAE Team Emirates | Bingoal WB Burgos-BH Caja Rural-Seguros RGA Equipo Kern Pharma Euskaltel-Euskadi Q36.5 Pro Cycling Team Team Novo Nordisk Team Polti Kometa VF Group-Bardiani CSF-Faizanè | Illes Balears Arabay Cycling Project Echelon Racing |

## Etappe-overzicht
| Et. | datum      | start                   | finish                 | type      | afstand  | winnaar            | klassementsleider  |
| --- | ---------- | ----------------------- | ---------------------- | --------- | -------- | ------------------ | ------------------ |
| 1   | 31 januari | Benicasim               | Castellón de la Plana  | Heuvelrit | 167 km   | Alessandro Tonelli | Alessandro Tonelli |
| 2   | 1 februari | Canals                  | Mancom de la Valldigna | Bergrit   | 162,7 km | Matej Mohorič      | Alessandro Tonelli |
| 3   | 2 februari | San Vicente del Raspeig | Orihuela               | Heuvelrit | 161,3 km | Jonathan Milan     | Alessandro Tonelli |
| 4   | 3 februari | Teulada                 | La Vall d'Ebo          | Bergrit   | 175,2 km | Brandon McNulty    | Brandon McNulty    |
| 5   | 4 februari | Bétera                  | Valencia               | Heuvelrit | 93 km    | William Barta      | Brandon McNulty    |

## Klassementenverloop
| Etappe       | Winnaar            | Algemeen klassement · | Puntenklassement · | Bergklassement · | Jongerenklassement · | Ploegenklassement ·           |
| ------------ | ------------------ | --------------------- | ------------------ | ---------------- | -------------------- | ----------------------------- |
| 1            | Alessandro Tonelli | Alessandro Tonelli    | Alessandro Tonelli | Gorka Sorarrain  | Oier Lazkano         | VF Group-Bardiani CSF-Faizanè |
| 2            | Matej Mohorič      | Alessandro Tonelli    | Matej Mohorič      | Gorka Sorarrain  | Santiago Buitrago    | VF Group-Bardiani CSF-Faizanè |
| 3            | Jonathan Milan     | Alessandro Tonelli    | Jonathan Milan     | Gorka Sorarrain  | Santiago Buitrago    | VF Group-Bardiani CSF-Faizanè |
| 4            | Brandon McNulty    | Brandon McNulty       | Jonathan Milan     | Mikel Bizkarra   | Santiago Buitrago    | Bahrain-Victorious            |
| 5            | William Barta      | Brandon McNulty       | Jonathan Milan     | Mikel Bizkarra   | Santiago Buitrago    | Bahrain-Victorious            |
| 0Eindstanden | 0Eindstanden       | Brandon McNulty       | Jonathan Milan     | Mikel Bizkarra   | Santiago Buitrago    | Bahrain-Victorious            |

## Eindklassementen
| Plaats    | Naam                | Ploeg                         | Tijd      |
| --------- | ------------------- | ----------------------------- | --------- |
| Gele trui | Brandon McNulty     | UAE Team Emirates             | 17u52'34" |
| 2         | Santiago Buitrago   | Bahrain-Victorious            | + 14"     |
| 3         | Aleksandr Vlasov    | BORA-hansgrohe                | + 17"     |
| 4         | Alessandro Tonelli  | VF Group-Bardiani CSF-Faizanè | + 20"     |
| 5         | Jai Hindley         | BORA-hansgrohe                | + 34"     |
| 6         | Pello Bilbao        | Bahrain-Victorious            | + 34"     |
| 7         | Felix Großschartner | UAE Team Emirates             | + 36"     |
| 8         | Rainer Kepplinger   | Bahrain-Victorious            | + 54"     |
| 9         | Javier Romo         | Team Movistar                 | + 57"     |
| 10        | Welay Hagos Berhe   | Team Jayco AlUla              | + 58"     |
|           |                     |                               |           |
| 22        | Floris De Tier      | Bingoal WB                    | + 2'11"   |
| 31        | Alex Molenaar       | Illes Balears Arabay Cycling  | + 4'26"   |

| Plaats      | Naam             | Ploeg                         | Punten |
| ----------- | ---------------- | ----------------------------- | ------ |
| Oranje trui | Jonathan Milan   | Lidl-Trek                     | 57     |
| 2           | Matej Mohorič    | Bahrain-Victorious            | 48     |
| 3           | Filippo Fiorelli | VF Group-Bardiani CSF-Faizanè | 36     |
|             |                  |                               |        |
| 13          | Alex Molenaar    | Illes Balears Arabay Cycling  | 22     |
| 16          | Arne Marit       | Intermarché-Wanty             | 20     |

| Plaats        | Naam            | Ploeg                        | Punten |
| ------------- | --------------- | ---------------------------- | ------ |
| Bolletjestrui | Mikel Bizkarra  | Euskaltel-Euskadi            | 18     |
| 2             | Gorka Sorarrain | Caja Rural-Seguros RGA       | 15     |
| 3             | William Barta   | Team Movistar                | 12     |
|               |                 |                              |        |
| 13            | Johan Meens     | Bingoal WB                   | 5      |
| 16            | Alex Molenaar   | Illes Balears Arabay Cycling | 5      |

| Plaats     | Naam              | Ploeg                        | Tijd      |
| ---------- | ----------------- | ---------------------------- | --------- |
| Witte trui | Santiago Buitrago | Bahrain-Victorious           | 17u52'48" |
| 2          | Javier Romo       | Team Movistar                | + 43"     |
| 3          | Welay Hagos Berhe | Team Jayco AlUla             | + 44"     |
|            |                   |                              |           |
| 9          | Alex Molenaar     | Illes Balears Arabay Cycling | + 3'12"   |
| 13         | Tim Rex           | Intermarché-Wanty            | + 8'39"   |

| Plaats | Ploeg              | Tijd      |
| ------ | ------------------ | --------- |
|        | Bahrain-Victorious | 53u39'19" |
| 2      | UAE Team Emirates  | + 34"     |
| 3      | BORA-hansgrohe     | + 39"     |
|        |                    |           |
| 13     | Intermarché-Wanty  | + 23'29"  |

Mannen: 1929 · 1930 · 1931 · 1932 · 1933 · 1934-1939 · 1940 · 1941 · 1942 · 1943 · 1944 · 1945-1946 · 1947 · 1948 · 1949 · 1950-1953 · 1954 · 1955 · 1956 · 1957 · 1958 · 1959 · 1960 · 1961 · 1962 · 1963 · 1964 · 1965 · 1966 · 1967 · 1968 · 1969 · 1970 · 1971 · 1972 · 1973 · 1974 · 1975 · 1976 · 1977 · 1978 · 1979 · 1980 · 1981 · 1982 · 1983 · 1984 · 1985 · 1986 · 1987 · 1988 · 1989 · 1990 · 1991 · 1992 · 1993 · 1994 · 1995 · 1996 · 1997 · 1998 · 1999 · 2000 · 2001 · 2002 · 2003 · 2004 · 2005 · 2006 · 2007 · 2008 · 2009-2015 · 2016 · 2017 · 2018 · 2019 · 2020 · 2021 · 2022 · 2023 · 2024 · 2025
Vrouwen: 2019 · 2020 · 2021 · 2022 · 2023 · 2024 · 2025
Ronde van Valencia ·
Figueira Champions Classic ·
Ronde van Oman ·
Clásica de Almería ·
Ronde van de Algarve ·
Ruta del Sol ·
Ardèche Classic ·
Drôme Classic ·
Kuurne-Brussel-Kuurne ·
Trofeo Laigueglia ·
Nokere Koerse ·
Milaan-Turijn ·
GP Denain ·
Bredene Koksijde Classic ·
Grote Prijs Miguel Indurain ·
Scheldeprijs ·
Brabantse Pijl ·
Ronde van de Alpen ·
Ronde van Turkije ·
Grote Prijs van Plumelec ·
Tro Bro Léon ·
Ronde van Hongarije ·
Vierdaagse van Duinkerke ·
Boucles de la Mayenne ·
Ronde van Noorwegen ·
Circuit Franco-Belge ·
Brussels Cycling Classic ·
Dwars door het Hageland ·
Ronde van België ·
Ronde van Slovenië ·
Ronde van het Qinghaimeer ·
Ronde van Wallonië ·
Arctic Race of Norway ·
Ronde van Burgos ·
Ronde van Denemarken ·
Ronde van Duitsland ·
Maryland Cycling Classic ·
Ronde van Groot-Brittannië ·
Grote Prijs van Fourmies ·
GP Industria & Artigianato-Larciano ·
Coppa Sabatini ·
Grote Prijs van Wallonië ·
Ronde van Luxemburg ·
Super 8 Classic ·
Ronde van Langkawi ·
Ronde van het Münsterland ·
Ronde van Emilia ·
Parijs-Tours ·
Coppa Bernocchi ·
Ronde van de Drie Valleien ·
Ronde van Piemonte ·
Ronde van het Taihu-meer ·
Ronde van Veneto ·
Japan Cup ·
Veneto Classic